# Arcipelago Mornington
L'arcipelago Mornington, formato prevalentemente dall'isola Mornington e da isole minori, si trova nel Cile meridionale, nell'oceano Pacifico. Appartiene alla regione di Magellano e dell'Antartide Cilena, alla provincia di Última Esperanza e al comune di Natales.
Per circa 6 000 anni le coste di queste isole erano abitate dal popolo Kaweshkar. All'inizio del XXI secolo, la popolazione si era praticamente estinta decimata dai colonizzatori.

## Geografia
L'arcipelago Mornington, si trova a sud-ovest dell'isola Wellington, da cui lo separa il canale Picton. A nord si trova l'isola Taggart; a sud il canale Trinidad lo separa dall'arcipelago Madre de Dios, mentre ad ovest c'è l'oceano Pacifico.
- Isla Mornington
- Alcune piccole isole si trovano lungo la costa nord di Mornington:
  - Islas Toro (49°34′33″S 75°32′14″W),
  - Isla Troncoso (49°34′06″S 75°29′44″W),
  - Isla Zabala (49°34′42″S 75°28′25″W),
  - Isla García(49°34′12″S 75°27′29″W).
- Islas Van, a sud di Mornington, sono divise in due gruppi: occidentale ed orientale 49°55′50″S 75°09′41″W.
- Rocas Seal 49°55′03″S 75°20′27″W.